# Новина-Пшибыльский, Ян
Ян Новина-Пшибыльский (пол. Jan Nowina-Przybylski; 1902, Российская империя — 23 мая 1938, Варшава, Польша) — польский кинорежиссёр.

## Биография
Родился на Украине. Шляхтич герба Новина. После Октябрьской революции переехал в Варшаву, в 16-летнем возрасте бросил школу, сбежал из дома и вступил в польскую армию. После Советско-польской войны 1920 года пять лет проработал на муниципальной электростанции на Висле.
С 1923 года — в лаборатории «Киносервис», совладельцем которой был с 1927 года. В 1929 году сотрудничал с лабораторией и киностудией «Каден-Студио».
В 1930-х годах, как режиссёр, снял 12 кинофильмов.

## Фильмография
- 1937 — Песнь о великом скульпторе / Pieśń o wielkim rzeźbiarzu
- 1937 — Der Purimshpiler (на идише)
- 1937 — Ты, что в Острой светишь Браме.../ Ty, co w Ostrej świecisz Bramie…
- 1937 — Господин редактор безумствует / Pan redaktor szaleje
- 1936 — Юдел играет на скрипке /Judeł gra na skrzypcach
- 1936 — Маленький моряк / Mały marynarz
- 1935 — Любовные маневры / Manewry miłosne
- 1935 — Барышня из спецвагона / Panienka z poste restante
- 1933 — Ромео и Юлечка / Romeo i Julcia
- 1933 — Марийка / Przybłęda
- 1931 — Хам / Cham